# László Vargyas
László Vargyas (* 4. April 1970) ist ein ehemaliger rumänischer Eishockeyspieler, der den Großteil seiner Karriere beim Dunaújvárosi Acélbikák in der ungarischen Eishockeyliga und der Interliga spielte. Er wurde mit dem Klub viermal ungarischer Meister.

## Karriere

### Club
László Vargyas, der der ungarischsprachigen Minderheit der Szekler in Rumänien angehört, spielte seine gesamte Karriere in Ungarn. Nachdem er zunächst beim Lehel HC Jászberény in der ungarischen Eishockeyliga gespielt hatte, wechselte er 1995 zum Ligarivalen Dunaújvárosi Acélbikák, mit dem er 1996 das Double aus ungarischer Meisterschaft und Pokalwettbewerb gewann. Nachdem er die Spielzeit 1997/98 beim Újpesti TE verbracht hatte, kehrte er nach Dunaújváros zurück und spielte dort bis zu seinem Karriereende 2013. Dabei gewann er 2000, 2002 und 2013 erneut den ungarischen Titel sowie 2000, 2001, 2002, 2003, 2004, 2008, 2010, 2011 und 2012 den Pokalwettbewerb.

### International
Varygas spielt international im Gegensatz zu anderen Szeklern, die für Ungarn antreten, für sein Geburtsland Rumänien. Mit der rumänischen Juniorenauswahl spielte er bei der Junioren-B-Weltmeisterschaft 1990.
In der Herren-Nationalmannschaft spielte er zunächst bei den B-Weltmeisterschaften 1992, 1993, 1994 und 1995 und den C-Weltmeisterschaften 1996, 1997, 1998, 1999 und 2000. Nach der Umstellung auf das heutige Divisionensystem war er bei den Weltmeisterschaften der Division II 2001, 2006 und 2008, als er zum besten Verteidiger des Turniers gewählt wurde, sowie der Division I 2002, 2003 und 2007 aktiv.
Außerdem spielte er für Rumänien beim Qualifikationsturnier für die Olympischen Winterspiele in Turin 2006.

## Erfolge und Auszeichnungen
- 1996 Ungarischer Meister und Pokalsieger mit Dunaújvárosi Acélbikák
- 2000 Ungarischer Meister und Pokalsieger mit Dunaújvárosi Acélbikák
- 2001 Ungarischer Pokalsieger mit Dunaújvárosi Acélbikák
- 2001 Aufstieg in die Division I bei der Weltmeisterschaft der Division II, Gruppe B
- 2002 Ungarischer Meister und Pokalsieger mit Dunaújvárosi Acélbikák
- 2003 Ungarischer Pokalsieger mit Dunaújvárosi Acélbikák
- 2004 Ungarischer Pokalsieger mit Dunaújvárosi Acélbikák
- 2006 Aufstieg in die Division I bei der Weltmeisterschaft der Division II, Gruppe A
- 2008 Ungarischer Pokalsieger mit Dunaújvárosi Acélbikák
- 2008 Aufstieg in die Division I bei der Weltmeisterschaft der Division II, Gruppe A
- 2008 Bester Verteidiger bei der Weltmeisterschaft der Division II, Gruppe A
- 2010 Ungarischer Pokalsieger mit Dunaújvárosi Acélbikák
- 2011 Ungarischer Pokalsieger mit Dunaújvárosi Acélbikák
- 2012 Ungarischer Pokalsieger mit Dunaújvárosi Acélbikák
- 2013 Ungarischer Meister mit Dunaújvárosi Acélbikák